# ميخائيل إل. سكوت
ميخائيل إل. سكوت (بالإنجليزية: Michael L. Scott)‏ هو عالم حاسوب أمريكي، ولد في 1959.